# Veronica cymbalaria
Veronica con foglie di cimbalaria (nome scientifico Veronica cymbalaria Bodard, 1798) è una pianta erbacea annua appartenente alla famiglia delle Plantaginaceae.

## Etimologia
Il nome generico (Veronica) deriva dal personaggio biblico Santa Veronica, la donna che ha dato a Gesù un panno per asciugare il suo volto mentre è sulla via del Calvario. Alcune macchie e segni sui petali della corolla di questo fiore sembrano assomigliare a quelli del sacro fazzoletto di Veronica. Per questo nome di pianta sono indicate altre etimologie come l'arabo "viru-niku", o altre derivate dal latino come "vera-icona" (immagine vera). L'epiteto specifico (cymbalaria) indica che le foglie sono simili alle foglie peltate della pianta cimbalaria (Cymbalaria muralis).
Il nome scientifico della specie è stato definito dal medico e botanico francese Pierre-Henri-Hippolyte Bodard de la Jacopière (1758 - 1826) nella pubblicazione "Mémoire sur la Véronique cymbalaire, Dissertation sur les plantes hypocarpogées" del 1798.

## Descrizione

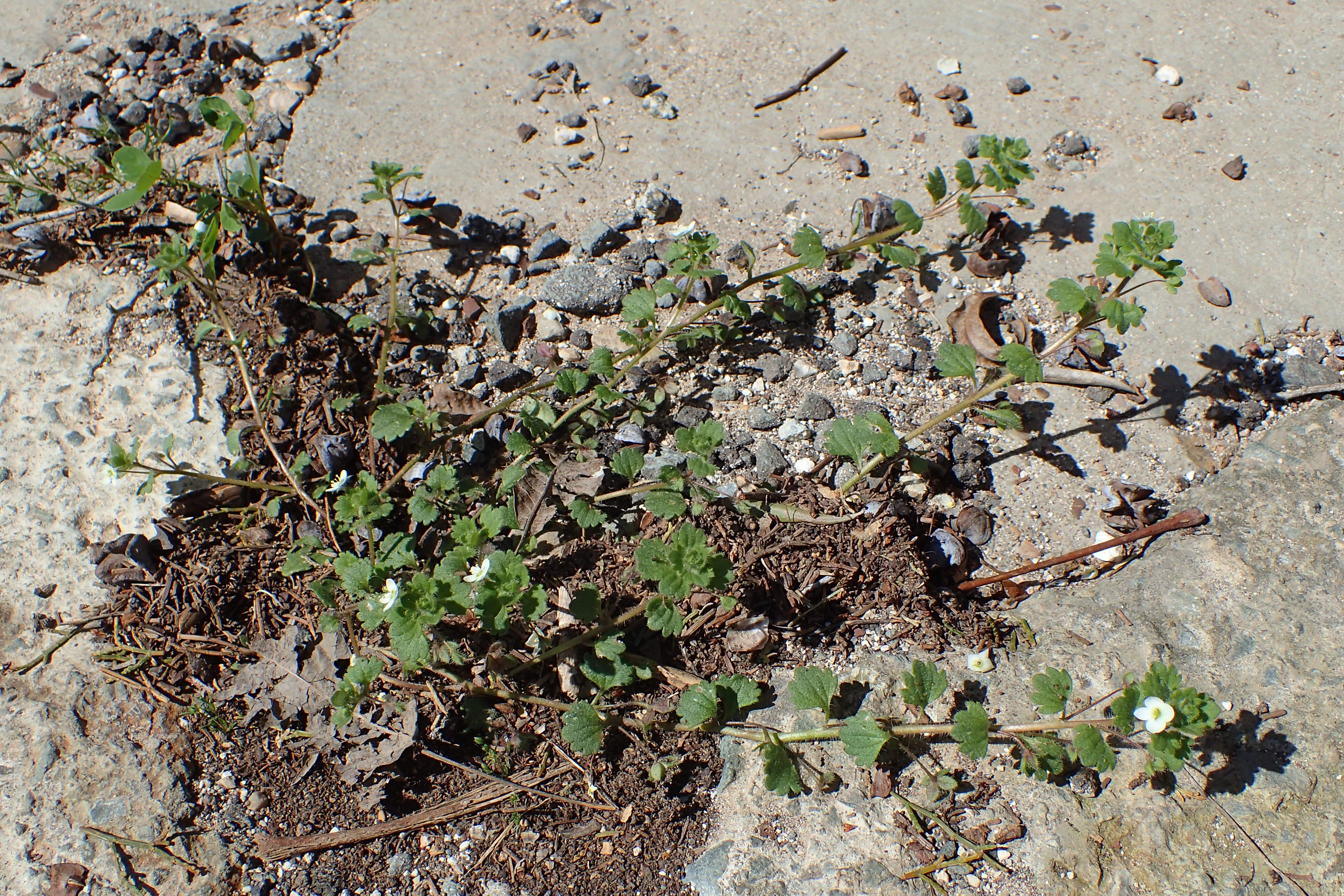
Il portamento

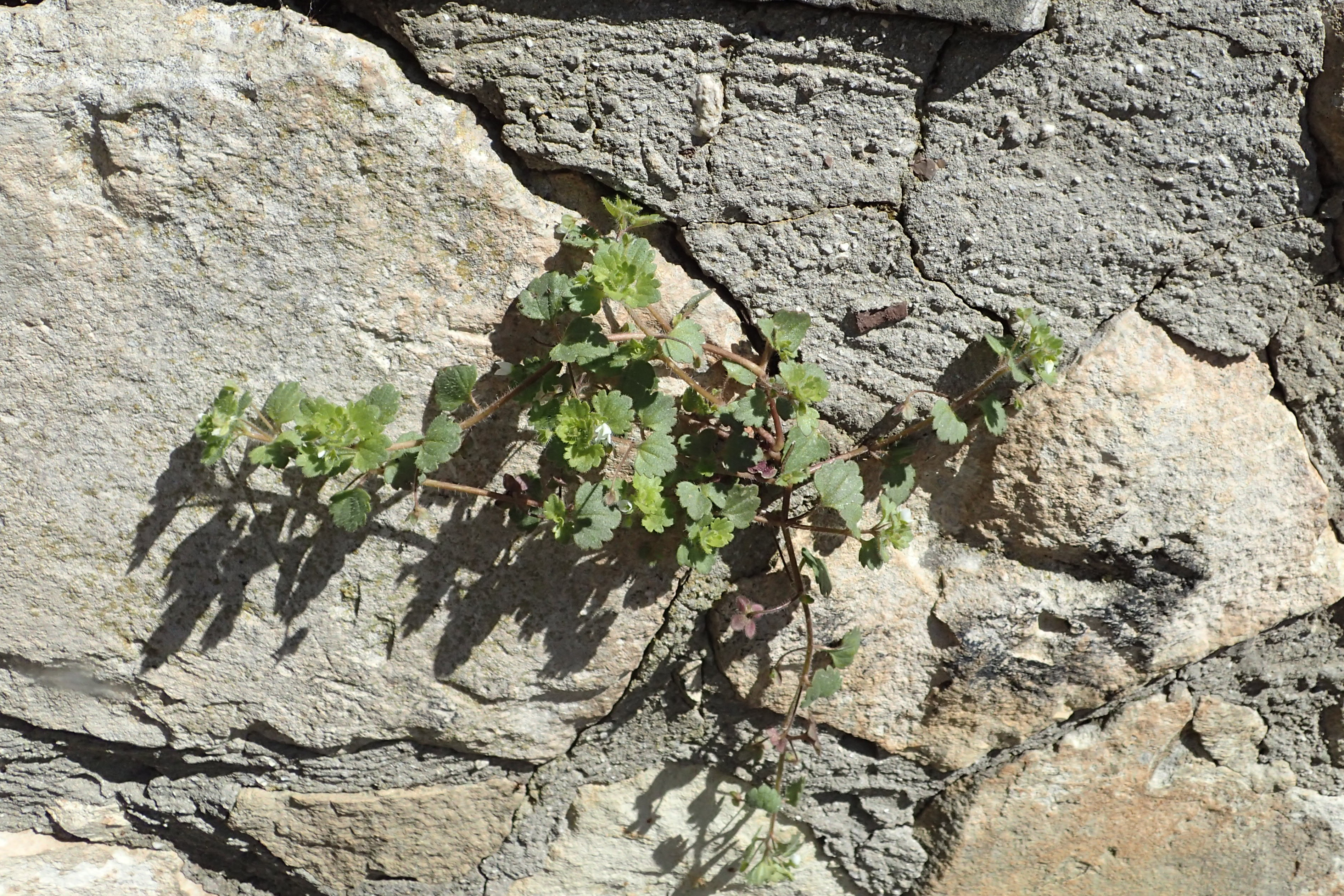
Le foglie

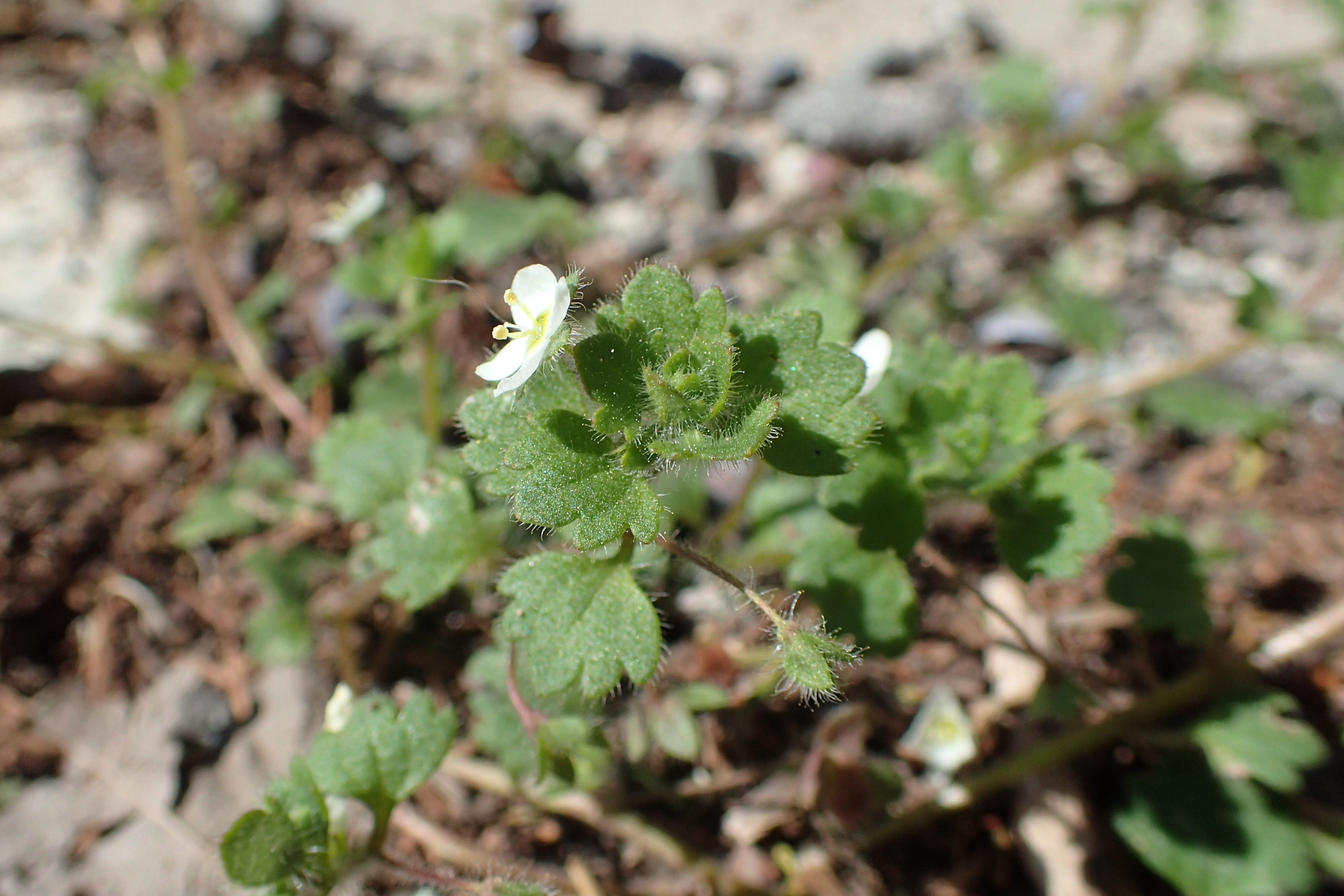
Infiorescenza

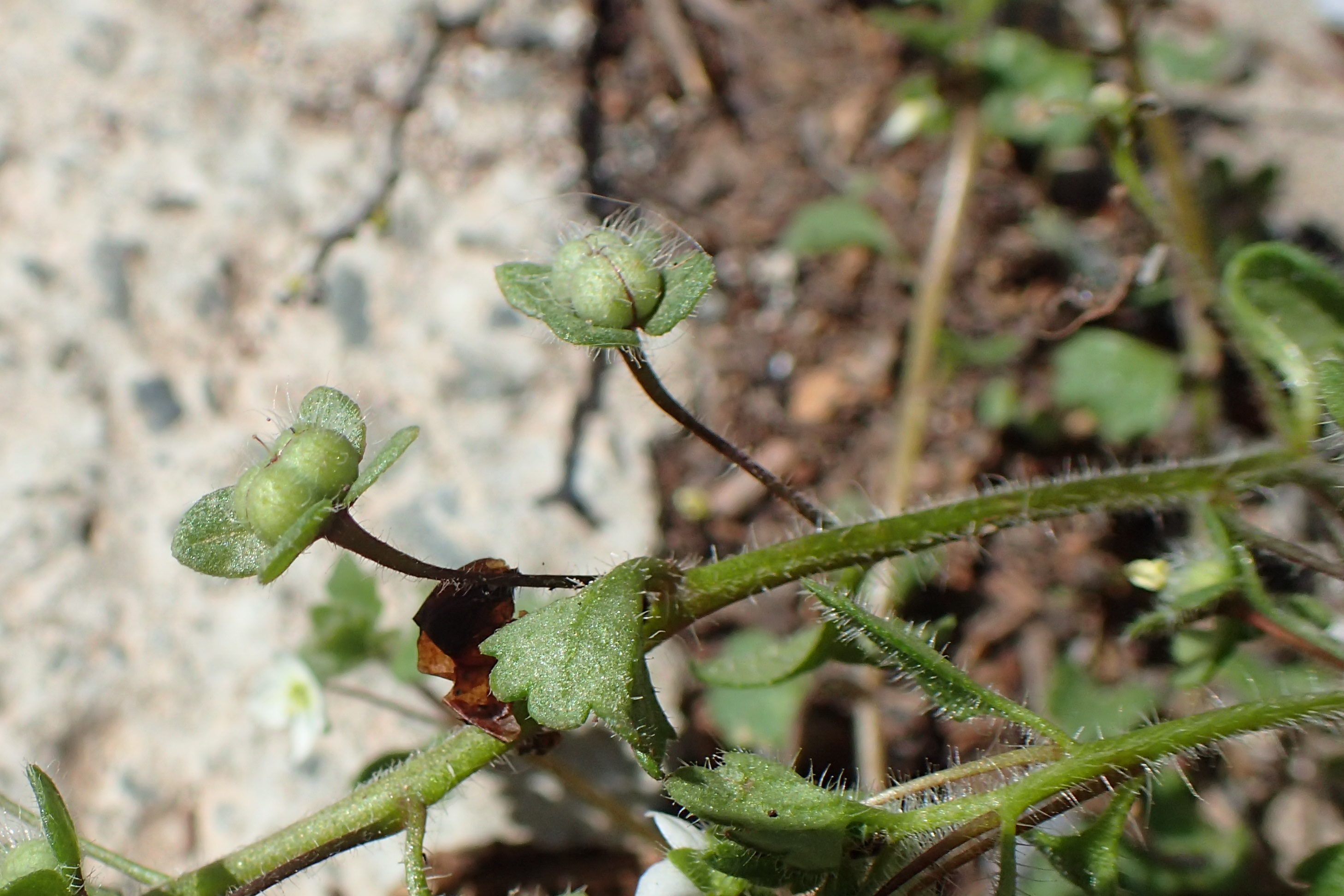
I frutti

La lunghezza di queste piante varia tra 5 e 40 cm. La forma biologica è terofita scaposa (T scap), ossia in generale sono piante erbacee che differiscono dalle altre forme biologiche poiché, essendo annuali, superano la stagione avversa sotto forma di seme e sono munite di asse fiorale eretto e spesso privo di foglie. Sulla superficie delle piante sono presenti dei peli ghiandolari. Nel secco anneriscono.

### Radici
Le radici sono secondarie da rizoma.

### Fusto
La parte aerea del fusto è prostrata-ascendente. I fusti sono alti 2 – 10 cm.

### Foglie
Le foglie sono disposte in modo opposto e sono brevemente picciolate. La forma della lamina è rotonda con profondi lobi (5 - 9) e con base cuoriforme (o raramente cuneata). Le foglie verdi di sopra, arrossiscono di sotto. La superficie ha una pelosità più o meno fitta (raramente è glabra); i peli, semplici, sono rigidi ed allungati. Possono essere presenti anche peli ghiandolari. Il picciolo è lungamente cigliato. Dimensione delle foglie: larghezza 9 – 20 mm; lunghezza 6 – 20 mm. 

### Infiorescenza

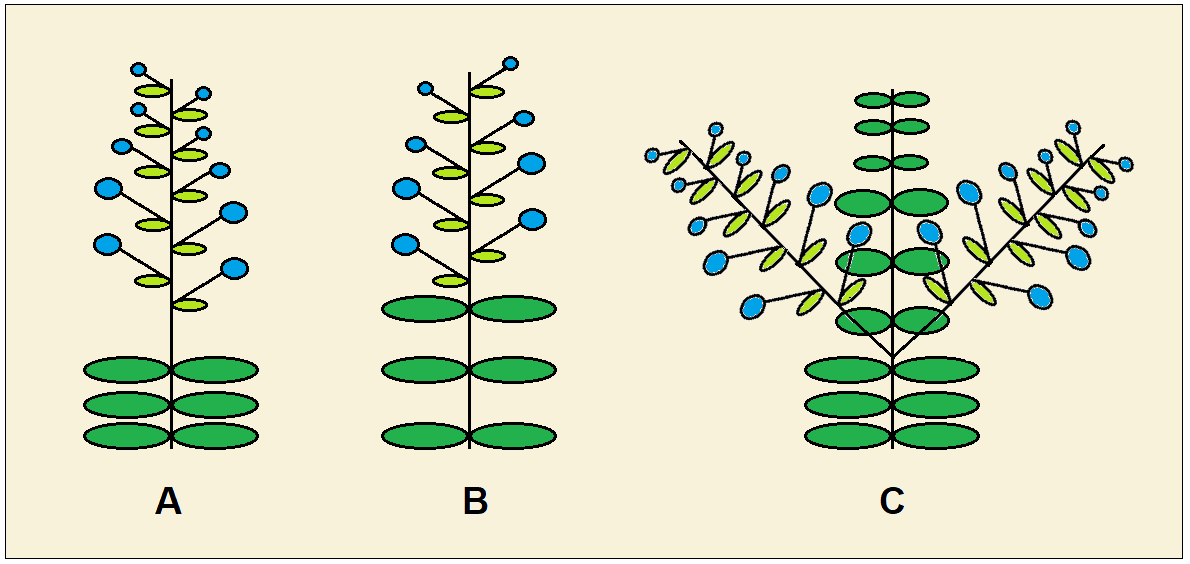
Racemi dell'infiorescenza delle veroniche: A) racemi terminali separati dalle foglie; B) racemi terminali non separati dalle foglie; C) racemi laterali

Le infiorescenze sono dei racemi terminali, lunghi e lassi con una ventina di fiori al massimo. I racemi non sono chiaramente separati dalla parte fogliare (tipo B - vedi figura). Nell'infiorescenza sono presenti delle brattee simili alle foglie e lunghe più o meno come i peduncoli. I fiori sono posizionati all'ascella di una brattea. Le brattee sono disposte in modo alterno (a volte sono opposte). I peduncoli alla fruttificazione si allungano (15 – 30 mm) e sono ricoperti da fitti peli allungati (possono essere presenti peli ghiandolari).

### Fiore
I fiori sono ermafroditi e tetraciclici (composti da 4 verticilli: calice – corolla – androceo – gineceo), pentameri (calice e corolla divisi in cinque parti).
- Formula fiorale:

X o * K (4-5), [C (4) o (2+3), A 2+2 o 2], G (2), capsula.
- Calice: il calice campanulato, gamosepalo e più o meno attinomorfo, è diviso in 4 lacinie intere con forme ovali.
- Corolla: la corolla è gamopetala e debolmente zigomorfa con forme tubolari (il tubo è corto) e terminante in quattro larghi lobi da ovali a orbicolari e patenti (il lobo superiore è leggermente più grande - due lobi fusi insieme, quello inferiore è più stretto). La corolla è resupinata; i lobi sono appena embricati. Il colore della corolla è bianco. Larghezza della corolla (diametro): 6 – 12 mm.
- Androceo: gli stami sono due (gli altri tre sono abortiti) e sono leggermente più corti della corolla. I filamenti sono adnati alla corolla. Le antere hanno due teche più o meno separate, uguali con forme arrotondate.
- Gineceo: il gineceo è bicarpellare (sincarpico - formato dall'unione di due carpelli connati). L'ovario (biloculare) è supero con forme ovoidi e compresso lateralmente. Gli ovuli per loculo sono da numerosi a pochi (1 - 2 per loculo), hanno un solo tegumento e sono tenuinucellati (con la nocella, stadio primordiale dell'ovulo, ridotta a poche cellule).[12] Lo stilo, filiforme con stigma capitato e ottuso, è breve e sporge dalla insenatura della corolla. Il disco nettarifero è presente nella parte inferiore della corolla (sotto l'ovario). Lunghezza dello stilo: 1 – 2 mm circa.
- Fioritura: da febbraio a maggio

### Frutti
Il frutto è del tipo a capsula divisa fino a metà in due lobi e bordi appena smarginati e ricoperta da peli semplici o ghiandolari. La forma della capsula è più o meno subsferica (non appiattito-compressa). La deiscenza è loculicida. I semi, incavati a conchiglia con superficie a coste, non sono molti.

## Riproduzione
- Impollinazione: l'impollinazione avviene tramite insetti (impollinazione entomogama).
- Riproduzione: la fecondazione avviene fondamentalmente tramite l'impollinazione dei fiori (vedi sopra).
- Dispersione: i semi cadendo a terra (dopo essere stati trasportati per alcuni metri dal vento – disseminazione anemocora) sono successivamente dispersi soprattutto da insetti tipo formiche (disseminazione mirmecoria). L'elaisoma (sostanza zuccherina) biancastra all'interno dei semi attira le formiche.[10]

## Distribuzione e habitat
.

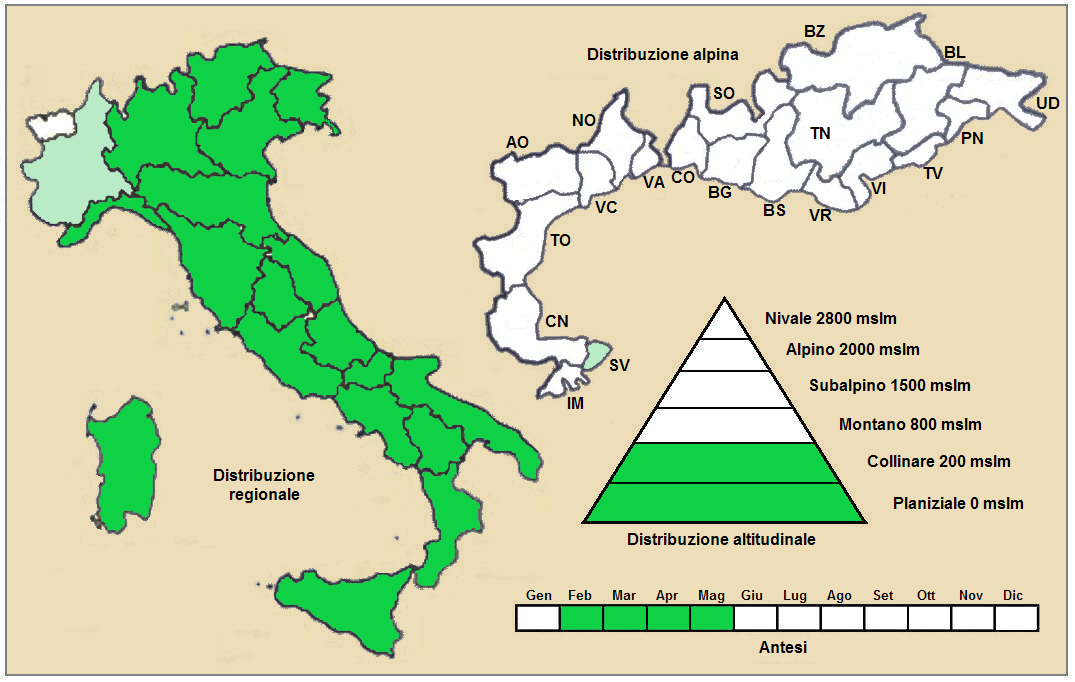
Distribuzione della specie
(Distribuzione regionale – Distribuzione alpina)

- Geoelemento: il tipo corologico (area di origine) è Euri-Mediterraneo.
- Distribuzione: in Italia è una specie comune ovunque (manca nelle Alpi italiane). Fuori dall'Italia, sempre nelle Alpi, questa specie si trova in Francia (dipartimento delle Alpes-Maritimes). Sugli altri rilievi europei collegati alle Alpi si trova nel Massiccio Centrale, Alpi Dinariche e Monti Balcani.[14] Nel resto dell'Europa e dell'areale del Mediterraneo questa specie si trova dalla Penisola Iberica alla Grecia (solamente lungo le coste del Mediterraneo); si trova inoltre in Anatolia, nell'Asia mediterranea e nel Nord Africa (mediterranea).[15]
- Habitat: per questa pianta gli habitat tipici sono le rocce, i muri, gli orti, le vigne, gli oliveti, i giardini e i ruderi in genere. Il substrato preferito è calcareo ma anche calcareo/siliceo con pH basico, alti valori nutrizionali del terreno che deve essere secco.[14]
- Distribuzione altitudinale: sui rilievi queste piante si possono trovare fino a 800 m s.l.m.; nelle Alpi frequentano quindi i seguenti piani vegetazionali: collinare e planiziale al livello del mare.

### Fitosociologia

#### Areale alpino
Dal punto di vista fitosociologico alpino Veronica cymbalaria appartiene alla seguente comunità vegetale:
- Formazione: comunità delle fessure delle rupi e dei ghiaioni

- Classe: Asplenietea trichomanis

- Ordine: Parietarietalia judaicae

- Alleanza: Centrantho rubri-Parietarion

#### Areale italiano
Per l'areale completo italiano Veronica cymbalaria appartiene alla seguente comunità vegetale:
- Macrotipologia: vegetazione erbacea sinantropica, ruderale e megaforbieti.

- Classe: Stellarienea mediae

- Ordine: Solano nigri-Polygonetalia convolvuli (Sissingh in Westhoff, Dijk, Passchier & Sissingh 1946) O. Bolòs, 1962

- Alleanza: Fumarion wirtgenii-Agrariae Brullo in Brullo & Marcenò, 1985

Descrizione. L'alleanza Fumarion wirtgenii-Agrariae è relativa alle vegetazioni terofitiche e termofile che infestano le colture fertilizzate come i vigneti, gli oliveti, i mandorleti su suoli marnosi e marnoso-argillosi. Questa comunità si sviluppa nella fascia costiera e collinare del piano bioclimatico a termotipo termomediterraneo. L’alleanza è diffusa in Sicilia e ha un areale centro mediterraneo che si estende anche alla Penisola Iberica.
Specie presenti nell'associazione: Fumaria officinalis subsp. wirtgenii, Fumaria agraria, Fumaria parviflora, Rumex bucephalophorus, Sonchus oleraceus, Convolvulus arvensis, Calendula arvensis, Diplotaxis erucoides, Oxalis pes-caprae, Raphanus raphanistrum, Fumaria flabellata, Fumaria gaillardotii, Linaria reflexa.

## Tassonomia
La famiglia di appartenenza (Plantaginaceae) è relativamente numerosa con un centinaio di generi. La classificazione tassonomica di questa specie è in via di definizione in quanto fino a poco tempo fa il suo genere apparteneva alla famiglia delle Scrophulariaceae (secondo la classificazione ormai classica di Cronquist), mentre ora con i nuovi sistemi di classificazione filogenetica (classificazione APG) è stata assegnata alla famiglia delle Plantaginaceae; anche i livelli superiori sono cambiati (vedi il box tassonomico iniziale). Questa pianta appartiene alla sottotribù Veroniciinae (tribù Veroniceae e sottofamiglia Digitalidoideae). Il genere Veronica è molto numeroso con oltre 250 specie a distribuzione cosmopolita.

### Filogenesi
La specie V. cymbalaria  tradizionalmente appartiene alla sezione Pocilla Dumort.. Questo gruppo è caratterizzato da un ciclo biologico annuo, dalle infiorescenze formate da racemi terminali con brattee ben distinte dalle foglie oppure i fiori sono isolati all'ascella di foglie normali (quindi le brattee non si distinguono dalle foglie), dal calice a 4 lobi e dai semi piani o incavati.
Inoltre la specie di questa voce fa parte del Gruppo di V. cymbalaria, un complesso poliplodie di origine mediterranea comprendente le seguenti specie:  V. cymbalaria, Veronica panormitana Guss. e Veronica trichadena Jord. & Fourr..Questo gruppo si presenta con i seguenti caratteri:
- il portamento è annuo con fusti prostrati o ascendenti (le piante anneriscono nel secco);
- sulla superficie delle piante sono presenti peli ghiandolari;
- le foglie sono opposte con lamina ovata, arrotondata o reniforme (alla base può essere cuneata); i contorni sono lobati (5 - 9 lobi) o dentellati (5 - 7 dentelli);
- l'infiorescenza è allungata con 10 - 25 fiori (i boccioli sono penduli); sono presenti delle brattee simili alle foglie alle cui ascelle crescono i fiori;
- il calice possiede 4 lacinie con forme da ovali a spatolate, ristrette alla base e con apice ottuso; la superficie può essere pubescente o glabra; dopo la fecondazione hanno un portamento patente;
- il colore della corolla è bianco con diametri da 4 a 12 mm;
- i peduncoli alla fruttificazione sono lunghi 8 - 30 mm (lunghi più o meno come le foglie corrispondenti); hanno un portamento patente o ricurvo; possono essere glabri o pelosi (per peli ghiandolari);
- lo stilo è lungo 0,4 - 2 mm;
- la capsula ha delle forme subsferiche appena smarginata (dimensioni della capsula: 4-5 x 3-4 mm); può essere pelosa o glabra;
- i semi sono pochi (2 - 4) con colori bruno-aranciati, fortemente incavati e provvisti di elaisoma (dimensione dei semi: 1,8-2,2 x 2-3 mm).

Le tre specie componenti questo gruppo si distinguono per i seguenti caratteri:
| Specie         | Lunghezza dello stilo (mm) | Pubescenza delle foglie                                             | Morfologia del bordo delle foglie | Pubescenza delle lacinie calicine                                                                      |
| -------------- | -------------------------- | ------------------------------------------------------------------- | --------------------------------- | --- |
| V. panormitana | 0,4 - 0,6                  | La parte abassiale è glabra; i brodi sono cigliati                  | Lobi poco profondi                | Bordi cigliati senza peli ghiandolari                                                                  |
| V. trichadena  | 1 - 2                      | Pelose su entrambe le facce (quella superiore con peli ghiandolari) | 5 - 7 dentelli ottusi             | Pelose su entrambe le facce (fitti peli ghiandolari), oppure glabre (in questo caso non sono cigliate) |
| V. cymbalaria  | 1 - 2                      | Pelose su entrambe le facce (peli semplici)                         | 5 - 9 lobi                        | Pelose su entrambe le facce (peli semplici), oppure glabre (in questo caso non sono cigliate)          |

Ricerche più recenti hanno descritto V. cymbalaria all'interno del subg. Cochlidiosperma (Rchb.) M.M.Mart.Ort. & Albach, 2004
Il numero cromosomico di V. cymbalaria è: 2n = 35 e 54 (in parte tetraploide in parte esaploide). Questa specie probabilmente si è originata come allopoliploide dall'incrocio della specie Veronica panormitana Guss. con la specie Veronica trichadena Jord. & Fourr..

### Variabilità
Questa specie è polimorfa in relazione ai seguenti caratteri:
- l'aspetto delle foglie (la base può essere cuoriforme o cuneata);
- l'indumento (peli semplici o ghiandolari; a volte alcuni individui sono completamente glabri).

### Sinonimi
Questa entità ha avuto nel tempo diverse nomenclature. L'elenco seguente indica alcuni tra i sinonimi più frequenti:
- Cochlidiosperma cymbalaria (Bodard) Opiz
- Pocilla cymbalaria  (Bodard) Fourr.
- Veronica bodardii  Jord. & Fourr.
- Veronica cuneata  Guss.
- Veronica cymbalariifolia  Vahl
- Veronica fallacina  Jord. & Fourr.
- Veronica glandulifera  Freyn
- Veronica longipes  Jord. & Fourr.

## Altre notizie
La veronica a foglie di cimbalaria in altre lingue è chiamata nei seguenti modi:
- (DE)  Zymbelkraut-Ehrenpreis
- (FR)  Véronique cymbalaire